# とんがりボウシと魔法の365にち
『とんがりボウシと魔法の365にち』（とんがりボウシとまほうのさんびゃくろくじゅうごにち）は、コナミデジタルエンタテインメントから2008年11月13日に発売されたニンテンドーDS用ゲームソフト。

## 概要
主人公（プレイヤー）は魔法学校で魔法を学び、クラスメイトや住人とコミュニケーションをとりながら事件を解決してゆく。

## システム
ゲームの世界での時間は現実の時間と同じで月日や四季も再現されている。

## 登場人物
スワヒリ
ライオンのような姿のクラスメイト。
ホイップ
流行のファッション好きなクラスメイト。
パンタ
パンダのような姿のクラスメイト。
すず
猫のような姿のクラスメイト。
TV-20C
アナログテレビのような姿のクラスメイト。
ガラッパ
山羊のような姿のクラスメイト。
グッチー
蜥蜴のような姿のクラスメイト。
トロイ
木馬のような姿のクラスメイト。
ソーニャ
マトリョーシカのような姿のクラスメイト。
ロットン
ゾンビのような姿のクラスメイト。
ジャンゴ
狼のような姿のクラスメイト。
メグ
狐のような姿のクラスメイト。
ボナパルト
王冠をかぶったペンギンのような姿のクラスメイト。
ムグリ
栗鼠のような姿のクラスメイト。
けいた
携帯電話のような姿のクラスメイト。
ももっぺ
ピンクの花を象ったのような姿のクラスメイト。
たいちょう
軍人のような姿のクラスメイト。
マシュー
熊のような姿のクラスメイト。
クルタン
アライグマのような姿のクラスメイト。
ムーニ
ペンギンのような姿のクラスメイト。
こうちょう
校長先生。顔の形は太陽のような顔をしているが、夜は月のような顔になる。
ドルイトン
魔法学校の先生。
リカルド
魔法学校の先生。
ミスキーキー
魔法学校の先生。
テツ
学生寮の管理人。
スフィンクス

ドラゴン

ネッシー

UFO